# Sarıtala
Sarıtala är en ort i Azerbajdzjan.   Den ligger i distriktet Tovuz Rayonu, i den västra delen av landet, 400 km väster om huvudstaden Baku. Sarıtala ligger 1 443 meter över havet och antalet invånare är 615.
Terrängen runt Sarıtala är huvudsakligen kuperad, men åt sydväst är den bergig. Närmaste större samhälle är Kyadabek, 19,8 km söder om Sarıtala. 
Trakten runt Sarıtala består i huvudsak av gräsmarker. Runt Sarıtala är det ganska tätbefolkat, med 70 invånare per kvadratkilometer.